# فرانسین مک‌ری
فرانسین مک‌ری (انگلیسی: Francine McRae؛ زادهٔ ۲۷ آوریل ۱۹۶۹) بازیکن سافت‌بال اهل استرالیا است.